# Geraldia biseta
Geraldia biseta là một loài ruồi trong họ Tachinidae.